# Бьюкенен, Франклин
Франклин Бьюкенен (англ. Franklin Buchanan; 13 сентября 1800, Балтимор, Мэриленд — 11 мая 1874, плантация в округе Толбот) — военно-морской деятель США, адмирал, участник Гражданской войны в США на стороне Конфедерации.

## Биография
Фрэнк Бьюкенен родился в Мэриленде, в семье американцев шотландского происхождения Джорджа Бьюкенена и Летиции Мак-Кин Бьюкенен (Laetitia McKean Buchanan). Его дед по отцу был генералом Мэрилендской милиции во время Войны за Независимость, а дед по матери — одним из подписантов Декларации Независимости.
В возрасте 15 лет Франклин Бьюкенен поступает в американский военно-морской флот мичманом, в 1825 году становится лейтенантом флота, в 1841 — коммандером (капитаном фрегата). Командовал различными шлюпами и фрегатами. В 1845—1847 годах был первым директором Военно-морской академии в Аннаполисе.
Бьюкенен — участник американо-мексиканской войны. С 1855 года — кэптен; вплоть до начала Гражданской войны в США — руководитель военной верфи Вашингтон.
С 1861 года Ф. Бьюкенен участвует в морских операциях на стороне Конфедерации. Командовал первым броненосцем Конфедерации Виргиния 8-9 марта 1862 года в битве при Хэмптон-Роудс, в которой был ранен. В августе 1862 года Ф. Бьюкенену было присвоено звание адмирала, и он был направлен в порт Мобил (штат Алабама). Патронировал строительство броненосца Теннесси, с которым участвовал в обороне Мобила от войск и флота федералов и в сражении в заливе Мобил 5 августа 1864 года. Был в этом сражении ранен и взят в плен.
После окончания войны Ф. Бьюкенен жил в Мэриленде, затем переехал в Мобил. В 1870 году вернулся в родной штат. Скончался в фамильном поместье Уай-хаус (Wye House) в округе Толбот, расположенном в 11 км к северу от города Истона.

### Память
Именем адмирала Ф. Бьюкенена в ВМС США были названы три корабля — Эскадренные миноносцы типов «Викс», «Бенсон»/«Гливс» и «Чарльз Ф. Адамс».